# Movimento Nuovo
Movimento Nuovo - organo del Centro di Rinnovamento culturale italiano - è stata una rivista esordita e cessata nella primavera del 1946. Fondato e diretto a Roma (in via Sicilia 59) da Goffredo Petrassi, Filiberto Sbardella, e Raoul Ricciardi, si avvaleva tra gli altri di un comitato di redazione formato da Guido Piovene, Renato Guttuso, Guido Faggioli, Roberto Melli, Guglielmo Petroni, Michelina Riviere, Alberto Vecchietti, Guido Ballo, Nino Bertoletti, con scritti di Alberto Vecchietti, Fantasio Piccoli, Guido Turchi, Oliviero Fagioli, Mario Penelope, Mino Guerrini, Ciarrocchi, Luigi Bartolini, Enrico Prampolini, Francesco Perotti, Virgilio Guzzi, Giuseppe Mazzullo, G. Severini, Leonor Fini e tanti altri.
Del primo ed unico numero, datato di fatto gennaio 1946, è custodita copia nella Biblioteca Nazionale Centrale di Firenze. Nel colophon della rivista si legge “Aut. Pref. del 09 settembre 1945, n. 4984/b – 3 – 752”, ma l'uscita della rivista è da collocare nella primavera del 1946.

## Anno I, n. I, gennaio 1946: Sommario
1. Premessa
2. La cultura oggi, di Filiberto Sbardella
3. Intorno alla mia filosofia di Benedetto Croce, di Raoul Ricciardi
4. Tempo di esami di coscienza, di G. Petroni
5. Questa è la nostra strada, di G. Ballo e F. Piccoli
6. Orientamenti della musica moderna, di G. Turchi
7. Le accademie delle belle arti o del dilettantismo, di Guido Ballo
8. Della necessità di una critica della critica, di F. S. (F. Sbardella ?)
9. Ragioni che resero vani gli sforzi dei pacifisti alla società delle nazioni, di M. Riviere
10. Arte cultura e tecnica, opinioni e giudizi
11. Principi di una teoria unitaria del mondo fisico e biologico, di A. Fagioli
12. Chiosa a due pittori, di M. Penelope
13. Importanza delle opinioni, gli artisti debbono scrivere?